# 梁化镇
梁化镇，是中华人民共和国广东省惠州市惠东县下辖的一个乡镇级行政单位。

## 行政区划
梁化镇下辖以下地区：
梁化社区、环联村、七星墩村、星湖村、水联村、四眉山村、光长村、育民村、四民村、大禾洞村、小禾洞村、黄竹浪村、马安岭村、大地村、吕屋坪村、齐眉塘村、埔仔村、石屋寮村、黎光村、晨光村、梁化屯村和新民村。

## 歷史
梁化镇在清朝末年時仍然是一個墟。